# Ján Kuciak
Ján Kuciak, né le 17 mai 1990 à Štiavnik (région de Žilina en Slovaquie) mort le 21 février 2018  à Veľká Mača dans la région de Trnava, est un journaliste d'investigation slovaque. Il a été assassiné avec sa fiancée l'archéologue Martina Kušnírová (sk) par des meurtriers non identifiés pour des mobiles liés vraisemblablement à ses enquêtes. Sa mort a provoqué indirectement un changement de gouvernement en Slovaquie, obligeant Robert Fico à présenter sa démission au président de la République Andrej Kiska.

## Biographie
Ján Kuciak est né le 17 mai 1990 à Štiavnik, village situé dans le district de Bytča. Il fait des études de journalisme à la faculté des lettres de l'Université Constantin-le-Philosophe de Nitra (sk), où il poursuit ses études de troisième cycle dans le domaine de la communication des médias en étant également chargé de cours au département de journalisme.
Il travaille comme pigiste pour divers organes de presse notamment le quotidien Hospodárske noviny (en) ou le portail Aktuality.sk (it) et se spécialise dans les enquêtes sur les scandales économiques, la corruption, les détournement de fonds structurels européens et la fraude fiscale impliquant des personnalités proches du pouvoir et leurs amis. Il avait eu en ligne de mire Ladislav Bašternák, le propriétaire d’un complexe immobilier dans lequel résidait Robert Fico, alors chef du gouvernement slovaque, Marián Kočner, un autre homme d'affaires qui avait également acquis un appartement dans cette résidence, avant de le revendre. Il avait également enquêté sur Miroslav Bödör, un autre oligarque proche du pouvoir, et sur Robert Kaliňák, alors ministre de l'Intérieur.
Au moment de sa disparition, il est sur une enquête relative à des « hommes d'affaires » italiens (Carmine Cinnante, Vadala Antonino...) ayant investi dans l'Est de la Slovaquie (Trebišov, Michalovce, etc.) en tant que représentants de quatre familles (Cinnante, Vadala et Rodà, Caprotta) liés à l'organisation criminelle « 'Ndrangheta » branche calabraise de la mafia.

## Circonstances de sa mort
Les meurtres ont lieu le 21 février 2018. Ils provoquent les plus grandes manifestations en Slovaquie depuis la Révolution de Velours, qui entraînent la démission du gouvernement de Robert Fico.
L'homme d'affaires Marián Kočner est inculpé en mars 2019 pour avoir commandité le meurtre du journaliste, mais il nie catégoriquement.